# Sent Roman de Montpasièr
Sent Róman de Mont Pasièr (en francès Saint-Romain-de-Monpazier) és un municipi francès situat al departament de la Dordonya i a la regió de la Nova Aquitània.

## Demografia
| 1962                                       | 1968 | 1975 | 1982 | 1990 | 1999 | 2007 |
| ------------------------------------------ | ---- | ---- | ---- | ---- | ---- | ---- |
| 91                                         | 72   | 62   | 67   | 78   | 91   | 78   |
| Des de 1962: població sense dobles comptes |      |      |      |      |      |      |

## Administració
| Període   | Identitat       | Partit |
| --------- | --------------- | ------ |
| 1989-2008 | Daniel Monzie   |        |
| 2008-     | Gérard Chansard |        |